# Contea di Dafang
La contea di Dafang (大方县S, DàfāngP) è una contea della Cina, situata nella provincia del Guizhou e amministrata dalla prefettura di Bijie.